# Национални програм раног откривања колоректалног карцинома у Р. Србији
Национални програм раног откривања колоректалног карцинома у Р. Србији је организована масовна акција прелимираног откривања непрепознатих поремећаја здравља оба пола у пресимптоматској фази болести коришћењем различитих поступака (физикални преглед, лабораторијска процедура, упитник итд.) који могу брзо и лако да се примене. Иако је организационо ова активност веома захтевна (што и потврђују до сада добијени резултати), она је од огромног значаја за сваку земљу и њено становништво јер смањењује инциденцу и смртност становништва од малигних (злоћудних) тумора колоректалне регије и даје значајан допринос свеукупном здрављу жена и мушкараца и доноси велике уштеде здравственом систему, на свим подручјима Србије где постоје објективни услови за његово спровођење.

## О колоректалног карциному и његовој превенцији
Колоректалног карцином, представља глобални проблем који је израженији у развијеним земљама света. У таквој ситуацији цитолошки скрининг, који би се спроводион сваких три до пет година може да спречи учесталост колоректалног карцином. Да би се такав резултат остварио на простору Р. Србије, неопходан је свеобухватни и квалитетни организовани популациони скрининг у Србији . 
Уважавајући значај овог проблема и чињеницу да у Републици Србији свакога дана, у просеку, умру две особе, Министарство здрављa је уз помоћ стручних радних група, уважавајући препоруке Светске здравствене организације (СЗO), анализирајући скрининг програме других земаљa и користећи искуства пилот пројекта спроведеног у Србији, сачинио програм организованог скрининга за колоректалног карцином у Србији. Овај програм усвојила је Влада, a објављен је у "Службеном гласнику РС", број54/08) као Национални програм за рано откривање рака колоректалне области трбуха. 
Унапређење Националног програма за рано откривање колоректалног карцином урађено је током 2012. и 2013. године уз подршку Европске уније и пројекта "Подршка увођењу Националногпрограма за борбу против рака у Србији", стручног тима сарадника и републичке стручне комисије при Министарству здрављa, у складу са препорукама Светске здравствене организације, и имао је за циљ смањење обољевања и смртности од ове локализације карцинома. 
Успешност реализације Програм који може да смањи учесталост обољевања и умирања од колоректалног карцинома, у великој мери зависи од: 
- здравствено образовања у школама,
- јавне промоције здравог начина живота,
- социјалне мобилизације становништва,
- добре организације скрининга,
- контроле квалитета рада у скринингу
- одговарајућег сакупљања и обраде података.

## Приказ стања

### Епидемиологија колоректалног карцинома на глобалном нивоу
У свету, према стандардизованим стопама инциденције (на 100.000), рак колоректума (17,3) је трећи водећи узрок обољевања, и то иза рака плућа (23) и рака дојке (20,1). Од свих карцинома 15% чини колоректални карцином, који је трећи (10%) најчешћи карцином код мушкараца и други (9,4%) водећи малигни тумор код жена. Приближно 60% случајева колоректалног карцинома дијагностикује се у развијеним регионима света. Највећи број оболелих (око 4/5) је у Азији (225.688 жена и 283.596 мушкараца) и Европи (203.185 жена и 229.229 мушкараца), а најмањи у Океанији (8.086 жена и 9.733 мушкараца) и Африци (15.822 жена и 19.049 мушкараца). У Сједињеним Америчким Државама, 1/3 оболелих од рака колоректума чини рак ректума.
У развијеним земљама света стопа инциденције (на 100.000) за рак колоректума (30,1) је за око три пута већа у односу на неразвијене земље (10,7). У Централној и Источној Европи стандардизована стопа инциденције (на 100.000) за рак колоректума (25,5) је мања од стопа забележених у Западној (33,1), Јужној (31,1) и Северној Европи (30,5). Мушкарци у односу на жене чешће обољевају од рака колоректума, и то за 1,1–1,6 пута.
У свету од колоректалног карцинома годишње умре преко 600.000 људи, што га чини четвртим (8%) водећим узроком смрти од карцинома. У развијеним земљама током живота од рака дебелог црева оболи 1,2 милиона људи, односно 9,8% свих оболелих од малигних тумора. Са приближно пола милиона новооболелих, 250.000 умрлих лица и средњим петогодишњим преживљавањем од 54%, ова болест је други водећи узрок смртности од карцинома у Европи.

### Епидемиологија колоректалног карцинома у Србији
Са стандардизованим стопама инциденције (27,0 на 100.000) и морталитета (16,6 на 100.000) од малигних тумора дебелог црева, Република Србија се већ дужи низ година налази у групи земаља Европе са средње високим стопама обољевања и високим стопама смртности од наведених локализација карцинома.
У Србији, рак колоректума је други водећи узрок умирања (иза рака плућа) у мушкој, а трећи (иза рака дојке и рака грлића материце) у женској популацији. Стандардизована стопа морталитета (100.000) за рак колоректума у Србији је 16,6 за целокупну популацију, 21,1 за мушкарце и 12,9 за жене. На основу стопе морталитета, Србија припада земљама са високим морталитетом. 
Код оба пола стопе морталитета за рак колоректума расту са годинама старости и највише су код особа са 75 и више година. 
| Морталитет                                                    | Мушкарци | Жене  | Укупно |
| ------------------------------------------------------------- | -------- | ----- | ------ |
| Број умрлих                                                   | 1.358    | 1.045 | 2.403  |
| Сирови морталитет (на 100.000 становника)                     | 37,7     | 27,4  | 32,4   |
| Стандардни морталитет ( према стандардној популацији Европе ) | 29,7     | 17,9  | 23,1   |

## Законска регулатива
Основ за спровођење организованог скрининга за карцином дојке у Србији представљају следећи прописи:
- Закон o здравственој заштити („Службени гласник РС”, бр. 107/05,72/09 − др. закон , 88/10, 57/11, 119/12 и 45/13 − др. закон)
- Закон о здравственом осигурању („Службени гласник РС”, бр.107/05, 109/05, 57/11, 110/12 и 119/12)
- Уредба o националном програму здравствене заштите жена, деце и омладине („Службени гласник РС”, број 28/09)
- Правилник o номенклатури здравствених услуга на примарномнивоу здравствене заштите („Службени гласник РС”, бр. 24/09 и 59/12)
- Стратегија јавног здрављa Републике Србије („Службени гласник РС”, број 22/09) Одлука o плану развоја здравствене заштите Републике Србије („Службени гласник РС”, број 88/10)
- Одлука o утврђивању стандарда за акредитацију здравственихустанова („Службени гласник РС”, број 28/11).

## Скрининг колоректалног карцинома
Скрининг за рак дебелог црева се спроводи на територији Републике Србије у виду организованог децентрализованог програма.
Циљна популација
Мушкарци и жене од 50 до 74 године живота.
Покривеност популације
Скринингом треба обухватити најмање 75% циљне популације.
Циклус скрининга
Спроводи се на 2 године.
Скрининг тест
Имунохемијски тест ( иФОБ тест).
Тумачење тестова
Врше лабораторије у дому здравља (едуковани лабораторијски техничари/медицинске сестре).
Додатна претрага код позитивног иФОБ теста
Код позитивног теста, обавезна је колоноскопија.
Завршетак циклуса скрининга
У завршној фази процес скрининга се завршава негативним иФОБ тестом, у случају позитивног иФОБ теста колоноскопијом и хистопатолошким налазом у случају узимања материјала у току биопсије.
Даљи третман и праћење
Спроводи се у болници и/или клиничком центру
Прикупљање и издавање резултата
Обављају домови здравља. Саопштавање резултата, одређивање динамике и садржаја даљег праћења, укључујући и упућивање на даљу дијагностику спроводи лекар у дому здравља, а у складу са Водичем добре клиничке праксе за дијагностиковање и лечење рака дебелог црева из 2012/2013. године.
Прикупљање података и извештавање
Врше домови здравља, болнице, окружни институти/заводи за јавно здравље, Канцеларија за скрининг рака, Министарство здравља